# If You Feel the Funk
If You Feel the Funk è il primo singolo estratto dall'album La Toya Jackson della cantautrice e ballerina statunitense La Toya Jackson. Fu pubblicato nel 1980.

## Promozione
La cantante eseguì If You Feel the Funk e Are You Ready l'8 novembre 1980 in una puntata del programma televisivo Soul Train.
Interpretò If You Feel the Funk il 13 dicembre 1980 durante il programma American Bandstand.
In Europa la popstar propose la stessa esibizione il 13 dicembre 1980 al programma olandese TopPop e il 12 febbraio 1981 durante una puntata di Musikladen.

## Accoglienza e successo commerciale
Il singolo non riuscì ad entrare nella classifica generale di Billboard raggiungendo la posizione 101. Conquistò comunque il 17º posto nella classifica dance di Billboard e il 40º in quella rhythm and blues.  Al di fuori degli Stati Uniti If You Feel the Funk raggiunse la 42ª posizione in Germania, la 13ª nei Paesi Bassi la 9ª in Belgio.

## Classifiche
| Classifica (1980)            | Posizione massima |
| ---------------------------- | ----------------- |
| Billboard Stati Uniti        | 101               |
| Rhythm and blues Stati Uniti | 40                |
| Dance Stati Uniti            | 17                |
| Paesi Bassi                  | 13                |
| Germania                     | 42                |
| Belgio                       | 9                 |